# Grzywki (rejon grodzieński)
Grzywki (biał. Грыўкі) – wieś na Białorusi, położona w obwodzie grodzieńskim w rejonie grodzieńskim w sielsowiecie kwasowskim.
W latach 1921–1939 Grzywki należały do gminy Hornica w ówczesnym województwie białostockim.